# Goh Jaengkaleubuy
Goh Jaengkaleubuy är en kulle i Indonesien.   Den ligger i provinsen Aceh, i den västra delen av landet, 1 800 km nordväst om huvudstaden Jakarta. Toppen på Goh Jaengkaleubuy är 267 meter över havet.
Terrängen runt Goh Jaengkaleubuy är huvudsakligen kuperad, men åt nordost är den platt. Havet är nära Goh Jaengkaleubuy åt nordväst.Runt Goh Jaengkaleubuy är det tätbefolkat, med 286 invånare per kvadratkilometer. Närmaste större samhälle är Banda Aceh, 11,7 km öster om Goh Jaengkaleubuy. 